# Aristostomias scintillans
Aristostomias scintillans es una especie de pez de la familia Stomiidae en el orden de los Stomiiformes.

## Morfología
• Los machos pueden llegar alcanzar los 23 cm de longitud total.

## Reproducción
Es ovíparo con larvas y huevos  planctónicos.

## Alimentación
Come crustáceos.

## Hábitat
Es un pez de  mar  y de aguas profundas que vive entre 0-1.219 m de profundidad.

## Distribución geográfica
Se encuentra en el Pacífico oriental (desde el Mar de Bering y el sur de la Columbia Británica  hasta la Baja California-México-).